# Мінеєвське ТВ
Мінеєвське ТВ (рос. МИНЕЕВСКОЕ ЛО ХОЗУ МВД) - табірне відділення, керівництво виробничо-фінансовою діяльністю якого було повністю покладено на ГоспУ МВС (на засадах госпрозрахунку), а з інших питань ТВ перебувало у віданні УВТТК УМВС по Горьківській області.

## Історія
Організоване 01.06.49 на базі Мінеєвського ТВ УВТТК УМВС по Горьківській обл. і Мінеєвської лісозаготівельної контори ГоспУ МВС СРСР. Була побудована вузькоколійна залізниця для вивезення лісу до  селища Мінеєвка, розташованого поблизу станції Мінеєвка залізничної лінії Нижній Новгород - Котельнич. Штатна чисельність з/к :
- 3000 - на 1949 р. ;
- 2000 - на 1954 р.

При закритті вперше в 1953 році ТВ  було передано до складу УВТТК УМЮ по Горьківській обл., а виробництво виділено в самостійну держпрозрахункову організацію «Мінеєвський лісокомбінат ГоспУ МВС СРСР».
Дата остаточного закриття невідома.